# Правительство Бурятии
Прави́тельство Респу́блики Буря́тия (бур. Буряад Уласай Засагай Газар) — высший исполнительный орган Республики Бурятия.

## История
Совет народных комиссаров Бурят-Монгольской АССР образован 10 декабря 1923 года. Первым Председателем Совнаркома Бурят-Монголии стал Михей Николаевич Ербанов.
В 1946 году Совет Народных Комиссаров Бурят-Монгольской АССР переименован в Совет Министров Бурят-Монгольской АССР.
В 1991 году Совет Министров республики переименован в Правительство Республики Бурятия.
С июля 1994 года Президент Республики Бурятия одновременно исполняет обязанности главы государства и главы исполнительной власти — Председателя Правительства Республики Бурятия. Текущими делами правительства занимается Первый заместитель Председателя Правительства.

15 января 2021 года Председатель Правительства подписал указ об отставке правительства республики. О своем решении Алексей Цыденов объявил на совещании с членами правительства в пятницу, 15 января. Он поблагодарил всех за проделанную работу, отметив, что вместе они прошли сложные времена. 
- Задач много, они непростые. Требуются структурные изменения. С каждым из вас отдельно хочу переговорить. В новом формате, в новой структуре правительства будем двигаться дальше, — сообщил Алексей Цыденов.
18 января 2021 года стал известен новый состав правительства Бурятии.

## Руководители
1. Ербанов Михей Николаевич — (10 декабря 1923 г. — 8 сентября 1927 г.)
2. Ильин Кузьма Сергеевич — (8 сентября 1927 г. — апрель 1929 г.)
3. Доржиев Дажуп Дансаранович — (11 апреля 1929 г. — октябрь 1937 г.)
4. Бельгаев Гомбо Цыбикович — (октябрь — ноябрь 1937 г.)
5. Иванов Соломон Матвеевич — (ноябрь 1937 г. — 27 декабря 1948 г.)
6. Винтовкин Капитон Дмитриевич — (27 декабря 1948 г. — 13 января 1950 г.)
7. Иванов Соломон Матвеевич — (13 января 1950 г. — 17 марта 1951 г.)
8. Цыремпилон Доржи Цыремпилович — (17 марта 1951 г. — 4 января 1954 г.)
9. Болсохоев Даниил Степанович — (4 января 1954 г. — 17 января 1958 г.)
10. Филиппов Василий Родионович — (17 января 1958 г. — 24 ноября 1960 г.)
11. Модогоев Андрей Урупхеевич — (24 ноября 1960 г. — июнь 1962 г.)
12. Барьядаев Константин Лаврентьевич — (июнь 1962 г. — 1967 г.)
13. Пивоваров Николай Буинович — (1967 г. — 9 марта 1977 г.)
14. Саганов Владимир Бизьяевич — (9 марта 1977 г. — июнь 1987 г.)
15. Булдаев Сергей Николаевич — (июнь 1987 г. — 19 апреля 1990 г.)
16. Саганов Владимир Бизьяевич — (19 апреля 1990 г. — 1 июля 1994 г.)
17. Потапов Леонид Васильевич — (1 июля 1994 г. — 9 июля 2007 г.)
18. Наговицын Вячеслав Владимирович — (10 июля 2007 г. — 7 февраля 2017 г.)
19. Цыденов Алексей Самбуевич — (7 февраля 2017 г. — настоящее время)

- Бывшие руководители совета министров (совета народных комиссаров), бывшие председатели правительства
- Ербанов Михей Николаевич
- Потапов Леонид Васильевич
- Наговицын Вячеслав Владимирович

## Состав Правительства Республики Бурятия
| Должность | ФИО                 | Портрет                     | Начало полномочий                                                   |
| Председатель Правительства Республики Бурятия | Алексей Цыденов     |                             | 22 сентября 2017 года (врио с 7 февраля по 21 сентября 2017 года)   |
| Первый заместитель Председателя Правительства Республики Бурятия                                                                                        | Всеволод Мухин      |                             | 18 января 2021 года                                                 |
| Заместитель Председателя Правительства Республики Бурятия — Руководитель Администрации Главы Республики Бурятия и Правительства Республики Бурятия      | Алдар Гулгенов      |                             | 24 апреля 2023 года                                                 |
| Заместитель Председателя Правительства Республики Бурятия по экономическому развитию                                                                    | Иван Альхеев        |                             | 18 января 2021 года                                                 |
| Заместитель Председателя Правительства Республики Бурятия по вопросам безопасности                                                                      | Иван Альхеев        | 20 октября 2023 года        |                                                                     |
| Заместитель Председателя Правительства Республики Бурятия по социальному развитию                                                                       | Евгения Лудупова    |                             | 5 октября 2021 года                                                 |
| Министр здравоохранения Республики Бурятия | Евгения Лудупова    | 4 февраля 2020 года         |                                                                     |
| Заместитель Председателя Правительства Республики Бурятия по развитию инфраструктуры                                                                    | Евгений Луковников  |                             | 15 января 2018 года — 15 января 2024 года 26 сентября 2024 года     |
| Заместитель Председателя Правительства Республики Бурятия по агропромышленному комплексу и развитию сельских территорий                                 | Амгалан Дармаев     |                             | и. о. с 13 ноября 2024 года                                         |
| Министр сельского хозяйства и продовольствия Республики Бурятия                                                                                         | Амгалан Дармаев     | и. о. с 13 ноября 2024 года |                                                                     |
| Заместитель Председателя Правительства Республики Бурятия — Глава Полномочного представительства Республики Бурятия при Президенте Российской Федерации | Игорь Зураев        |                             | 18 января 2021 года                                                 |
| Министр экономики Республики Бурятия | Екатерина Кочетова  |                             | 5 марта 2020 года — 2 июня 2025 года                                |
| Министр финансов Республики Бурятия | Георгий Мадаев      |                             | 7 сентября 2021 года (врио с 18 января по 6 сентября 2021 года)     |
| Министр имущественных и земельных отношений Республики Бурятия                                                                                          | Дмитрий Булнаев     |                             | 7 марта 2023 года (врио с 3 октября 2022 года по 6 марта 2023 года) |
| Министр природных ресурсов и экологии Республики Бурятия                                                                                                | Наталья Тумуреева   |                             | 5 октября 2022 года (врио с 7 апреля по 4 октября 2022 года)        |
| Министр строительства и модернизации жилищно-коммунального комплекса Республики Бурятия                                                                 | Евгений Коркин      |                             | 5 мая 2025 года (врио с 31 марта 2023 года по 4 мая 2025 года)      |
| Министр по развитию транспорта, энергетики и дорожного хозяйства Республики Бурятия                                                                     | Владимир Кружихин   |                             | и.о. с 4 июня 2025 года                                             |
| Министр промышленности, торговли и инвестиций Республики Бурятия                                                                                        | Денис Гармаев       |                             | 5 мая 2025 года                                                     |
| Министр социальной защиты населения Республики Бурятия                                                                                                  | Татьяна Быкова      |                             | 16 июля 2012 года                                                   |
| Министр культуры Республики Бурятия | Соёлма Дагаева      |                             | 25 ноября 2017 года                                                 |
| Министр образования и науки Республики Бурятия | Валерий Поздняков   |                             | 9 ноября 2022 года (врио с июля 2021 года по 8 ноября 2022 года)    |
| Министр спорта и молодёжной политики Республики Бурятия                                                                                                 | Иван Козырев        |                             | 21 октября 2021 года                                                |
| Министр туризма Республики Бурятия | Алдар Доржиев       |                             | 2 августа 2021 года                                                 |
| Председатель Комитета цифрового развития Республики Бурятия                                                                                             | должность вакантна  |                             | с 3 июля 2025 года                                                  |
| Руководитель Республиканского агентства ГО и ЧС Республики Бурятия                                                                                      | Евгений Радикальцев |                             | 1 марта 2022 года                                                   |
| Член Совета Федерации Федерального Собрания РФ от Правительства Республики Бурятия                                                                      | Вячеслав Наговицын  |                             | 22 сентября 2017 года                                               |